# Europa (transatlantico)
L'Europa fu un transatlantico costruito nel 1929 per la compagnia di navigazione tedesca Norddeutscher Lloyd. Insieme alla nave gemella Bremen era una delle navi più all'avanguardia di quel periodo, grazie alle moderne turbine a vapore che consentivano di raggiungere alte velocità di crociera. Entrambe le navi concorsero per il famoso Nastro Azzurro e lo conquistarono.

## Costruzione e caratteristiche
L'Europa fu varata nel 1928 ed entrò in servizio nel 1930 insieme alla gemella Bremen. Furono ordinate dalla compagnia per avere una stazza lorda intorno alle 50.000 tonnellate ed una velocità di crociera molto elevata.
Il requisito principale del progetto delle navi era appunto la velocità di crociera, che avrebbe dovuto essere pari a 27,5 nodi per completare la traversata dell'Atlantico in cinque giorni. Fu quindi adottata una forma dello scafo molto idrodinamica con una moderna prua dotata di bulbo. Grazie alla velocità di crociera elevata la compagnia istituì così un servizio di linea che permetteva viaggi settimanali con due sole navi.

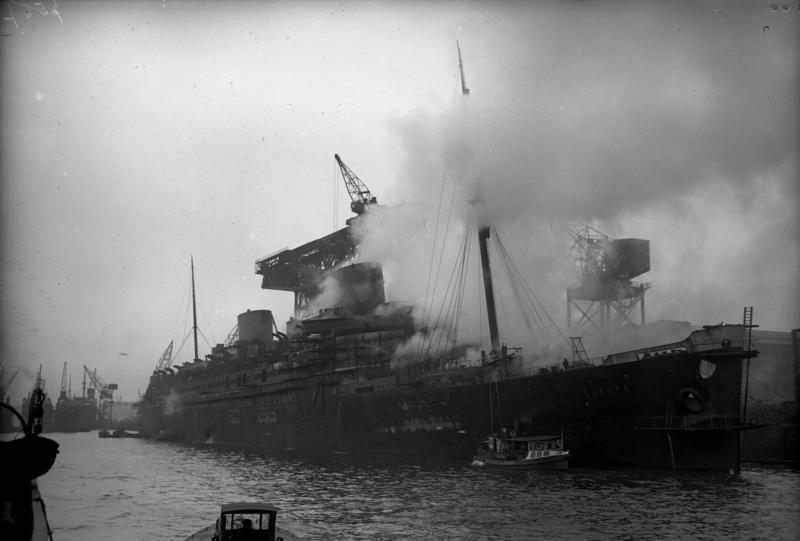
LEuropa in fiamme durante l'allestimento

Il varo dell'Europa ebbe luogo presso cantieri Blohm & Voss di Amburgo mercoledì 15 agosto 1928. Secondo il cronoprogramma di cantiere la nave sarebbe stata completata nella primavera del 1929. Tuttavia, la mattina del 26 marzo 1929, a bordo scoppiò un incendio mentre l'unità era ormeggiata al molo dove stava avendo luogo l'allestimento. L'incendio infuriò per tutta la giornata e si riuscì a domarlo soltanto in serata; le turbine furono gravemente danneggiate così come buona parte dell'imbarcazione. Dopo un lungo contenzioso tra costruttore e compagnia di navigazione, si decise di riparare la nave e di proseguire con l'allestimento. Dopo undici mesi la nave era completata e fu consegnata il 22 febbraio 1930. La causa dell'incendio non è mai stata chiaramente identificata.

## Il Nastro Azzurro
L'Europa fece il suo viaggio inaugurale il 19 marzo 1930 conquistando il Nastro Azzurro ad una velocità media di 27,91 nodi con un tempo di percorrenza di 4 giorni, 17 ore e 6 minuti. Il Nastro Azzurro venne conquistato dopo che era stato detenuto dalla nave gemella Bremen. Durante il viaggio inaugurale molti passeggeri si lamentarono della copiosa fuliggine proveniente dai fumaioli della nave, la quale si depositava sui ponti e sui passeggeri. Il problema derivava dalla bassa elevazione dei fumaioli stessi, quindi essi vennero rialzati di oltre 4,5 metri, nonostante la diminuzione dell'aerodinamica che tale soluzione comportò; dopo tale intervento nessun passeggero riportò più lamentele.
Il primato del Nastro Azzurro venne perso nel luglio del 1933 a favore, di nuovo, del gemello Bremen, poi superato poco più di un mese dopo dal Rex della Italia Flotte Riunite.

## Idrovolante a bordo

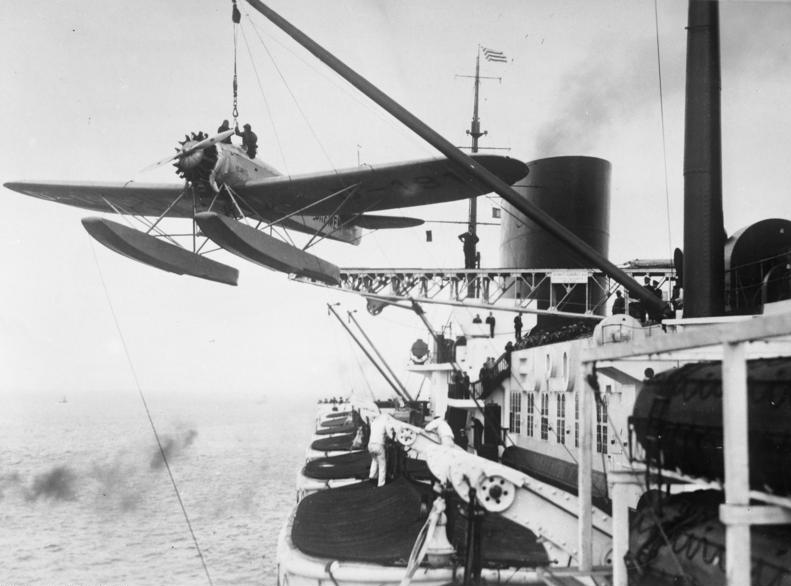
L'Heinkel HE 58, marche D-1919 Bremen Atlantic, viene issato sulla catapulta a bordo della T/N Europa

Come la Bremen, anche l'Europa per un certo periodo di tempo ebbe un idrovolante a bordo dislocato nel ponte superiore tra i due fumaioli. Per decollare il velivolo veniva lanciato da una catapulta. L'aereo venne utilizzato per una trasvolata dalla nave fino all'idroscalo di Blexen. L'idrovolante, un Heinkel HE 58, fu posto sulla nave per permettere a tecnici e piloti di maturare un'esperienza utile per le navi da guerra tedesche.
L'aereo venne in seguito rimosso poiché il meccanismo di lancio e ritenuta era troppo complesso e costoso da mantenere.

## Seconda guerra mondiale
Durante la seconda guerra mondiale la nave è rimasta perlopiù inattiva; si pensò di utilizzarla come nave da trasporto per l'Operazione Leone Marino e, successivamente, nel 1942, di utilizzare lo scafo come base per la costruzione di una portaerei. Nessuna di queste idee ebbe un seguito e l'Europa, all'inizio del 1945, venne catturata dagli Alleati e destinata al trasporto truppe. L'8 maggio 1945 venne requisita definitivamente come bottino di guerra, e continuò, dopo essere stata modificata per adattarla meglio al servizio cui era destinata, il servizio di trasporto truppe, incorporata nella Marina militare statunitense con nome USS Europe, al comando del comandante B.F. Perry. L'11 settembre 1945 il transatlantico salpò da Bremerhaven alla volta di Southampton, dove imbarcò 4.500 militari americani per trasportarli direttamente a New York, dove arrivò il 24 settembre.
Fece due ulteriori viaggi a Southampton per rimpatriare i militari; il 15 marzo 1946 salpò da New York alla volta di Kirkwall, nelle Isole Orcadi. Successivamente ripartì per Bremerhaven dove attraccò il 24 marzo.
Durante questi viaggi si verificarono dei piccoli incendi a bordo, dovuti alla sostituzione di alcuni elementi originali con altri di qualità inferiore, a causa della scarsa disponibilità di pezzi di ricambio. Inoltre vennero scoperte alcune crepe, di grande estensione, nello scafo.
L'Europa venne disarmata dalla United States Navy il 2 maggio 1946 e consegnata al Dipartimento di Stato Americano l'8 giugno dello stesso anno. In seguito venne consegnata alla Francia come parziale pagamento dei danni di guerra.

## Servizio in Francia
Il transatlantico venne acquistato dalla compagnia di navigazione francese Compagnie Générale Transatlantique nel 1946 e mandato in cantiere a Le Havre per eseguire il ripristino, per poi sostituire in servizio la nave Normandie. Il cambiamento più evidente fu la riverniciatura dei fumaioli in colore rosso con sommità nera (prima erano gialli).
L'8 dicembre 1946 la nave, nel porto di Le Havre durante un uragano, ruppe gli ormeggi ed andò ad impattare con il relitto della nave SS Paris 1916 II, riportando gravi danni allo scafo ed il parziale affondamento.

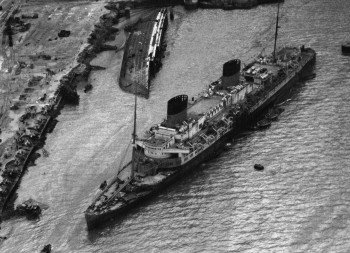
LEuropa affonda parzialmente dopo la collisione con il relitto della Paris nel porto di Le Havre

Nell'aprile 1947 venne recuperata e trainata negli Chantiers de Alantique a Saint Nazare per le riparazioni.
Prese nuovamente fuoco nell'ottobre 1949 ferendo alcuni passeggeri.
Infine, il 2 agosto 1950 fece il viaggio inaugurale con il nuovo nome di SS Libertè.
Nel 1960 venne varato un nuovo transatlantico da 66.000 tonnellate, la SS France, per sostituire la Libertè nella stessa compagnia. Quest'ultima venne quindi posta in disarmo nel 1961 e demolita un anno dopo a La Spezia.

## Rotte principali servite

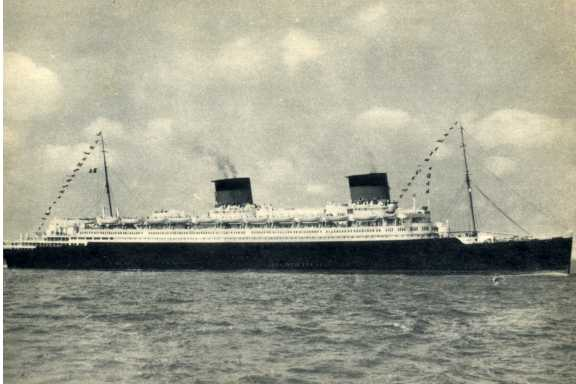
La nave in navigazione come SS Liberté negli anni '50

- Bremerhaven - New York (1930-1939, come Europa per il NDL)
- Le Havre - New York (1950-1960, come SS Liberté per la CGT)

## La nave al cinema
Quando aveva nome SS Libertè, il transatlantico fu set del film The french line con Jane Russell e, fu presente nei titoli di testa di Come sposare un milionario del 1953 con Lauren Bacall, Marilyn Monroe e Betty Grable mentre nel 1954, nell'ultima scena del film Sabrina, con Audrey Hepburn, Humphrey Bogart e William Holden.